# Krystyna Radzikowska
Pour les articles homonymes, voir Barlo (homonymie).
Krystyna Radzikowska ou Hołuj-Radzikowska, est une joueuse d'échecs polonaise née Hołuj le 5 février 1931 et morte le 29 novembre 2006.
Maître international féminin en 1955 et grand maître international féminin honoraire en 1984, elle fut neuf fois championne de Pologne de 1951 à 1969 et remporta la médaille d'or individuelle lors de la première olympiade d'échecs féminine en 1957.

## Biographie et carrière
Avant son mariage avec un joueur polonais, Krystyna Radzikowska était ingénieure civile.
Elle reçut le titre de maître international féminin en 1955 et remporta le championnat polonais féminin à neuf reprises (en 1951, 1952, 1953, 1955, 1956, 1957, 1959, 1966 et 1969).
Elle représenta la Pologne lors de l'olympiade féminine de 1957 (médaille d'or individuelle au premier échiquier), de 1963, 1966, 1969 et 1972.
En 1954, elle se qualifia pour le tournoi des candidates de 1955 à Moscou où elle marqua 6,5 points sur 19 et finit quinzième sur vingt participantes.
En 1969, elle se qualifia pour le tournoi interzonal féminin de 1971 à Ohrid, en Macédoine, où elle marqua 9,5 points sur 17 et finit septième sur dix-huit participantes.
À partir de 1975, elle joua par correspondance, remporta une médaille de bronze au premier échiquier aux olympiades par correspondance de 1992-1997 et reçut le titre de maître international féminin du jeu d'échecs par correspondance en 1995.